# Vosztok Öszkemen FK
A Vosztok Öszkemen FK vagy röviden Vosztok FK (kazah betűkkel Восток Өскемен Футбол Клубы) kazah labdarúgócsapat Öszkemen városából. Az 1992-ben létrehozott kazah élvonal alapító tagja. A csapat legnagyobb sikerét 1994-ben aratta, mikor elhódította a kazah kupát.

## Névváltoztatások
- 1963–1997: Vosztok
- 1997–1998: Vosztok Adil
- 1998–1999: Vosztok
- 1999–2003: Vosztok Altin

2003 óta jelenlegi nevén szerepel.

## Sikerek
Kazahsztán
- Kazah kupa (Kazaksztan Kubogi)
  - Győztes (1 alkalommal): 2004
  - Ezüstérmes (2 alkalommal): 1996, 1999

- Kazah szuperkupa (Kazaksztan Szuperkubogi)
  - Ezüstérmes (1 alkalommal): 1994